# 2020년 하계 올림픽 콩고 공화국 선수단
2020년 하계 올림픽 콩고 공화국 선수단은 2021년 일본 도쿄에서 열린 2020년 하계 올림픽에 참가한 올림픽 콩고 공화국 선수단이다.
원래 2020년 7월 24일부터 8월 9일까지 열릴 예정이었던 올림픽은 코로나19 범유행으로 인해 2021년 7월 23일부터 8월 8일로 연기되었다. 1964년 데뷔 이후 콩고 선수들은 1968년 멕시코시티 하계 올림픽과 1976년 몬트리올 하계 올림픽에 아프리카 보이콧 때문에 참가하지 않았다.

## 출전 선수
| 종목 | 남자 | 여자 | 전체 |
| ---- | ---- | ---- | ---- |
| 육상 | 1    | 1    | 2    |
| 수영 | 0    | 1    | 1    |
| 전체 | 1    | 2    | 3    |

## 같이 보기
- 올림픽 콩고 공화국 선수단